# Szachi
Szachi (ros. Шахи) – wieś w Rosji, w Kraju Ałtajskim, w rejonie pawłowskim. W 2010 liczyła 1559 mieszkańców.